# Ibn al-Adím
Ibn al-Adím (arab betűkkel ابن العديم, tudományos átiratban Ibn al-ʿAdīm), eredeti nevén Kamál ad-Dín Abu l-Kászim Umar ibn Ahmad (arab betűkkel كمال الدين أبو القاسم عمر بن أحمد – Kamāl ad-Dīn Abū l-Qāsim ʿUmar ibn Aḥmad; Aleppó, 1192 – Kairó, 1262) középkori arab államférfi és történetíró volt.

## Élete
Gazdag, mezopotámiai származású arab család sarja volt, amelynek tagjai öt nemzedéken át töltöttek be bírói (kádi) hivatalt Aleppóban. Ibn al-Amíd szülővárosában kezdte a tanulmányait, majd Damaszkusz, Jeruzsálem, Bagdad, valamint Mekka és Medina szaktekintélyeit is hallgatta. Ezután hazatért, és előbb írnokként lépett állami szolgálatba, majd a családi hagyományt folytatva ő maga is kádi lett, végül al-Azíz Muhammad (1216–1236) és an-Nászir Júszuf (1236–1260) idején a fejedelemség vezírje volt. Ilyen minőségben további utazásokat tett. A mongolok 1260-as támadásakor Palesztinán keresztül Egyiptomba, a Mamlúk Birodalomba menekült, ahol Hülegü kán felkérte, hogy legyen a meghódított Szíria kádija. A mongolok Ajn Dzsálútnál elszenvedett vereségét és visszavonulását követően meglátogatta romokban heverő szülővárosát, majd visszatért Kairóba, ahol rövidesen elhunyt.

## Munkássága
Bár számos művének címét ismerjük, és néhány fenn is maradt, ma elsősorban két történeti munkájáról ismert. Szójátékra épülő című műve „A tejszín – Aleppó történetéről” (Zubdat al-halab fi táríh Halab) tömören, annalisztikus formában foglalja össze a város történelmét az iszlám keletkezésétől 1243-ig. Hátránya, hogy forrásait ritkán tünteti fel. Sokkal nagyobb terjedelmű, ezért máig kiadatlan életrajzgyűjteménye, „A keresés kívánsága – Aleppó történetéről” (Bugjat at-talab fi táríh Halab) amelyben egy földrajzi bevezetőt követően forrásai (eredeti dokumentumok, mára már jobbára elveszett művek és szóbeli közlések) pontos megjelölésével a városhoz kötődő történelmi személyiségek életpályáit írta meg (vö. a bagdadi al-Hatíb al-Bagdádi és a damaszkuszi Ibn Aszákir hasonló műveivel).